# Ancylolomia pectinatellus
Ancylolomia pectinatellus là một loài bướm đêm trong họ Crambidae.